# 3 Irkucka Syberyjska Dywizja Strzelecka
3 Irkucka Syberyjska Dywizja Strzelecka (ros. 3-я Иркутская Сибирская стрелковая дивизия) – związek taktyczny białych podczas wojny domowej w Rosji.

## Historia
Po zajęciu Irkucka przez oddziały białych i Korpusu Czechosłowackiego 11 lipca 1918 r., została sformowana przez płk. Peterisa Grīviņša Drużyna Irkucka. Składała się ona z trzech batalionów. Wkrótce trafiła na front, gdzie uczestniczyła w ciężkich walkach wzdłuż Krygo-Bajkalskiej Linii Kolejowej oraz pod wsiami Tanchoj i Posolskaja, aż do połączenia się z oddziałami atamana Grigorija M. Siemionowa. Na bazie Drużyny Irkuckiej została utworzona 4-5 tysięczna Dywizja Irkucka (Pułki: Irkucki, Bajkalski, Niżnieudiński i Chamardabański), która 26 sierpnia 1918 r. otrzymała oficjalną nazwę 3 Irkuckiej Syberyjskiej Dywizji Strzeleckiej. Pułki dostały numery od 9 do 12. Na czele Dywizji stanął ppłk Borys F. Uszakow. Funkcję szefa sztabu pełnił ppłk Siemionow. Weszła ona w skład I Średnio-Syberyjskiego Korpusu ppłk. Anatolija N. Piepielajewa Armii Syberyjskiej gen. Aleksieja N. Griszyna-Ałmazowa. Wkrótce Dywizję przeniesiono do Jekaterynburga, skąd trafiła na front w rejonie wsi Bisert. Następnie uczestniczyła w zajęciu Krasnoufimska, walczyła w rejonie wsi Szalia, nad rzeką Osą, pod Sarapułem na południowym Uralu. W walkach tych została wykrwawiona. Resztki Dywizji 3 października 1918 r. weszły w skład II Stepowego Korpusu Syberyjskiego. Na początku stycznia 1919 r. Dywizję zasiliły oddziały IV Wschodnio-Syberyjskiego Korpusu Armijnego. 26 marca 1919 r. weszła ona w skład IV Syberyjskiego Korpusu Armijnego. Na jej czele na początku kwietnia tego roku stanął płk Wasilij G. Osipow, a następnie gen. Wasilij A. Rakitin. Po ciężkich walkach we wschodniej Syberii, od marca 1920 r. w składzie II Korpusu Armii Dalekowschodniej, przeszła na Zabajkale. Tam wielu żołnierzy Dywizji przeszło do Azjatyckiej Dywizji Konnej gen. Romana von Ungern-Sternberga. Z pozostałych żołnierzy Dywizji w regionie nadmorskim powstał 3 Irkucki Pułk Strzelecki.

## Skład organizacyjny
- 9 Irkucki Syberyjski Pułk Strzelecki – d-ca ppłk Wasilij G. Osipow, następnie ppłk Andriej A. Kaupin
- 10 Bajkalski Syberyjski Pułk Strzelecki – d-ca płk Nikołaj I. Kuchariew
- 11 Nieżnieudiński Syberyjski Pułk Strzelecki – d-ca kpt. Wasilij D. Bojarskow
- 12 (Chamardabański) Syberyjski Wierchnieudiński Pułk Strzelecki – d-ca kpt. Popow
- 3 Irkucki Syberyjski Strzelecki Dywizjon Artylerii – d-ca sztabskapitan Smolaninow
- 3 Syberyjski Dywizjon Inżynieryjny – d-ca sztabskapitan Bułygin
- 3 Kadrowy (Zapasowy) Pułk Przyfrontowy